# Analítica anticipativa

## Concepto
La analítica anticipativa es una disciplina de la anticipación estratégica, dedicada a la generación de conocimiento sobre el futuro, especialmente mediante la exploración del futuro, la ingeniería de futuro y el monitoreo de futuro. El Concepto fue desarrollado por  Julián Eduardo Meneses oliveros (Colombiano); estudioso de la anticipación, asesor público y privado.

## Tipología
Hace parte de las ciencias de la administración, (Incluyendo administración pública y administración de empresas), normalmente se relaciona con la Inteligencia, la planificación, el mercadeo, y la toma de decisiones.
Está compuesta por un conjunto de métodos y técnicas que permiten preconocer con alta probabilidad de efectividad y un mínimo margen de error lo que va a ocurrir en el futuro, en un área de interés específico, para apoyar los procesos de toma de decisiones personales, corporativos o estatales.

## Diferencias con la prospectiva clásica
- Permite victorias tempranas.
- Se basa en actores.
- Usa heurística más que investigación científica.
- Parte del cortísimo plazo, y evoluciona al corto, mediano y largo plazo.
- Usa técnicas de análisis que pueden aplicarse en cuestión de pocas semanas, días, y hasta horas.
- Aprovecha la modularidad de muchas de sus técnicas para integrarlas en el proceso de análisis, para reducir progresivamente la incertidumbre.
- Entiende el futuro como un conjunto de situaciones cambiantes.

## Metodologías
Actualmente hay tres métodos que representan la naturaleza de la Analítica anticipativa de cortísimo, corto, mediano y largo plazo: Aquiles, Hanni-Ba'al , Alexandros y algunas técnicas de generación de información como I-Role ©, I-Circle © y I-Analize ©.  